# Macrochloa tenacissima
Lo sparto (Macrochloa tenacissima (L.) Kunth, 1829) noto anche come alfa, è una pianta appartenente alla famiglia delle Poaceae (o Gramineae, nom. cons.) che cresce nelle regioni che si affacciano sulla parte occidentale del bacino del Mediterraneo

## Descrizione
È una pianta erbacea perenne nota per la qualità delle sue fibre, che si prestano sia alla produzione di carta sia a quella di fibre e cordami in genere.

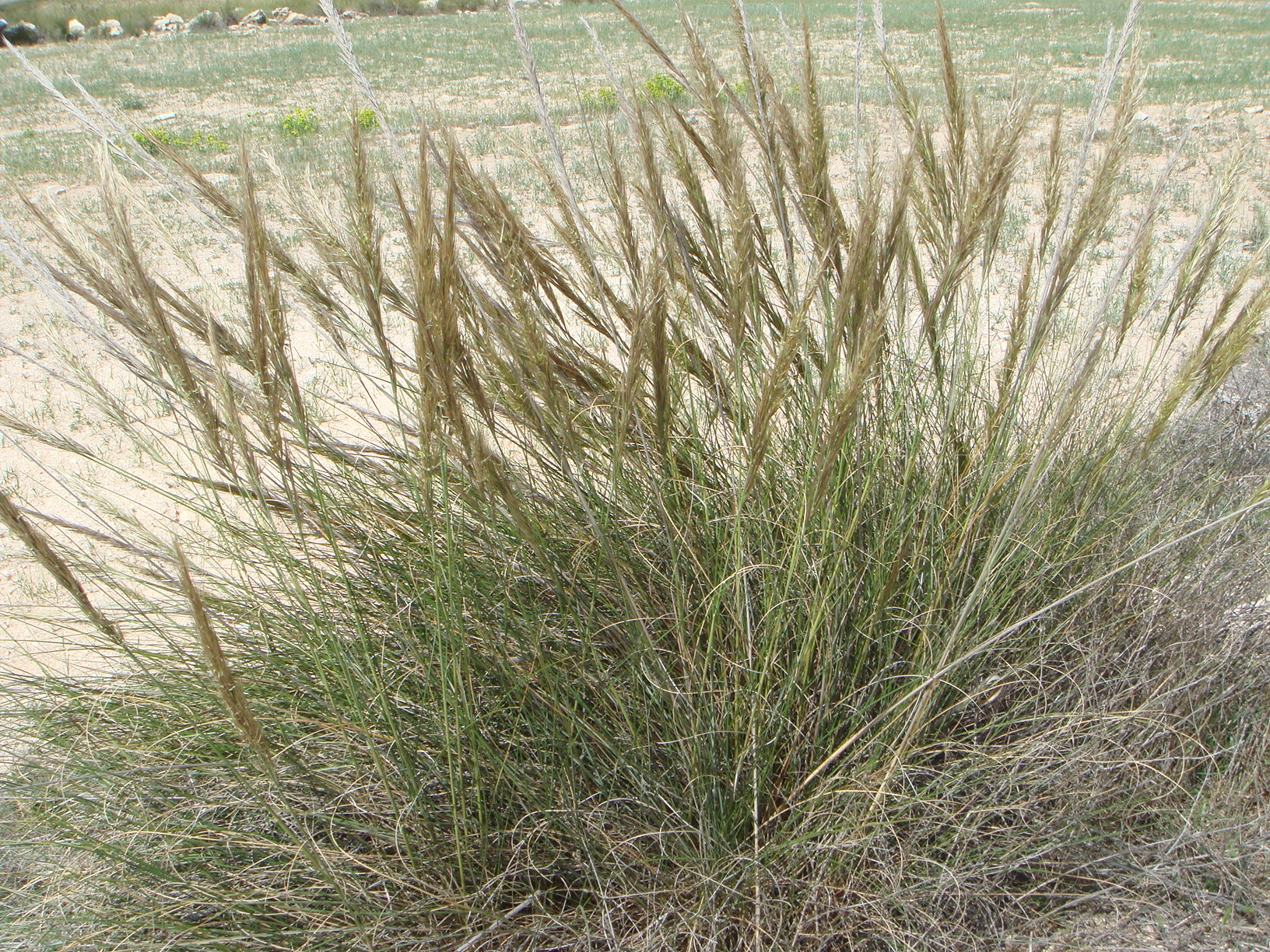
Il portamento
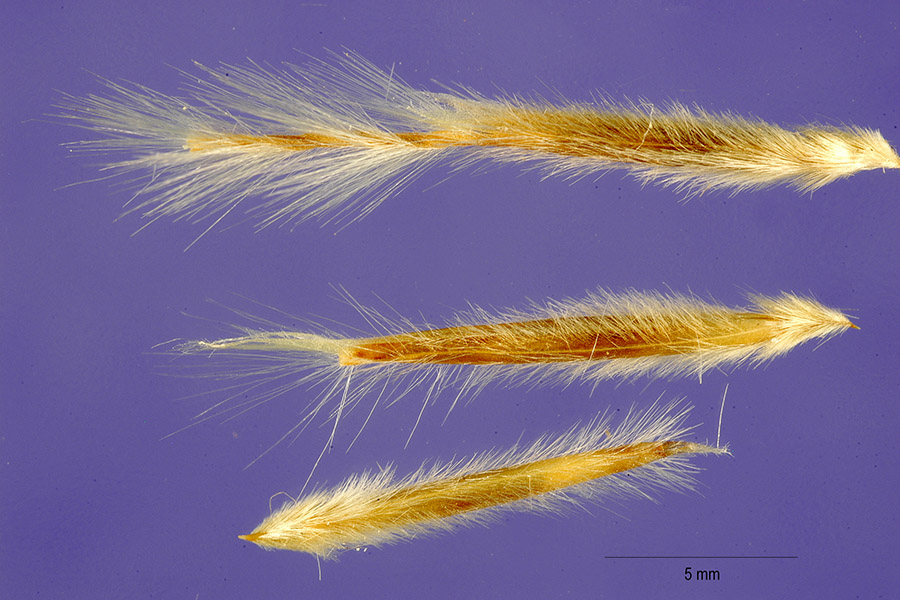
I semi

## Distribuzione e habitat
La specie è diffusa in Nordafrica, dal Marocco alla Libia, ed in Europa meridionale(Portogallo, Spagna e Francia meridionale).. In particolare, l'alfa ricopre ampie zone degli altipiani dell'Algeria.

## Usi
L'uso dell'alfa per la produzione della carta ha avuto inizio in Inghilterra intorno agli anni 1857-1860 per iniziativa di Thomas Routledge. Per la verità il primo brevetto per l'uso delle fibre di alfa è del 19 novembre 1839 (British Patent nº 8273, a nome Miles Berry), tanto che l'alfa ebbe un suo posto nell'esposizione mondiale di Londra del 1851, ma lo sfruttamento sistematico per l'industria della carta risale indubbiamente a Thomas Routledge (British Patent del 31 luglio 1856), che l'utilizzò nelle sue cartiere di Eynsham (Oxfordshire).
Da allora questa fibra è stata molto usata in tutta Europa, mentre è assai più raro il suo uso nelle Americhe a causa del costo del trasporto. Per usi cartari viene normalmente associata ad un 5-10% di pasta di legno.
La varietà "spagnola" viene di solito considerata di migliore qualità, mentre quella di "Tripoli", di provenienza nordafricana, è di qualità inferiore. Le fibre sono relativamente corte rispetto alla lunghezza della pianta, ma questo non produce una quantità significativa di polvere. A causa della scarsa lunghezza delle fibre, la carta prodotta con alfa è meno robusta di quella ottenuta con altri mezzi, ma ha una maggiore resistenza al restringimento e alla tensione. Inoltre, la carta è piena e densa, e si presta molto bene all'inchiostratura. Ha anche ottime qualità di flessibilità.
Oltre che per gli usi cartari, questa pianta è utile anche per scopi ecologici, in quanto aiuta a combattere l'erosione dei suoli nelle regioni di steppe aride.
Il nome di alfa o sparto viene usato a volte anche in riferimento ad una pianta dalle caratteristiche simili, il Lygeum spartum, un'altra graminacea perenne, di minori dimensioni e meno folta, che viene spesso usata in combinazione con la Stipa tenacissima.
A Marsiglia, il piccolo porto di pescatori "Vallon des Auffes" deve il suo nome proprio alla denominazione volgare alfa (auffo in provenzale) della S. tenacissima: era infatti utilizzata tradizionalmente (a partire dal 1750 circa) per fabbricare cesti in vimini, cordami per le imbarcazioni, reti e fili da pesca.

## Etichettatura tessile
Nell'etichettatura tessile
- Sigla AL

## Conservazione
La Lista rossa IUCN classifica Macrochloa tenacissima come specie vulnerabile.